# Cuyo (Philippines)
Pour les articles homonymes, voir Cuyo.
Cuyo est une ville de 4e classe de la province de Palawan aux Philippines. Selon le recensement de 2015 elle compte 22 360 habitants.

## Barangays
Bataraza est divisée en 17 barangays.
- Balading
- Bancal
- Cabigsing
- Caburian
- Caponayan
- Funda
- Lagaoriao
- Lubid
- Manamoc
- Maringian
- Lungsod
- Pawa
- San Carlos
- Suba
- Tenga-Tenga
- Tocadan

## Démographie
| Année | Habitants | Évolution |
| ----- | --------- | --------- |
| 1970  | 12 534    | -         |
| 1975  | 12 839    | 0,48 %    |
| 1980  | 14 692    | 2,73 %    |
| 1990  | 15 294    | 0,40 %    |
| 1995  | 16 694    | 1,65 %    |
| 2000  | 18 257    | 1,94 %    |
| 2007  | 20 040    | 1,29 %    |
| 2010  | 21 847    | 3,19 %    |
| 2015  | 22 360    | 0,44 %    |